# Lode
La lode è l'atto con cui si esprimono affermazioni positive nei confronti di una persona, di un oggetto o di un'idea. Nella religione, la lode è la glorificazione della divinità effettuata mediante preghiere, inni o canti. Nel linguaggio scolastico e universitario, la lode è una nota di merito che si dà agli studenti oltre il voto massimo.

## Psicologia
Nella psicologia comportamentale, il concetto di lode come mezzo di modifica del comportamento è radicato nel modello di condizionamento operante di Burrhus Skinner. Attraverso questo modello, la lode è stata vista come un mezzo di rinforzo positivo per cui, lodando un comportamento osservato, si rende più probabile la ripetizione in futuro dello stesso comportamento. Parecchi studi hanno dimostrato l'efficacia dell'elogio nella promozione di comportamenti positivi, in particolare nel settore scolastico, mediante lo studio dell'uso di elogi sul bambino, da parte di insegnanti e genitori, nel promuovere un miglioramento del comportamento e del rendimento scolastico, ma anche nel settore lavorativo.
È stato anche dimostrato che la lode rafforza i comportamenti positivi in individui vicini non direttamente coinvolti (come un compagno di classe del destinatario elogiato) attraverso il rinforzo indiretto. La lode può essere inoltre uno strumento efficace per aumentare l’autostima di chi la riceve. Per avere un effetto positivo sul cambiamento del comportamento e l’aumento dell’autostima, la lode è: centrata sul comportamento specifico, in modo che la persona possa capire esattamente cosa ha fatto bene, in modo da ripetere in futuro lo stesso comportamento; ripetuta, perché le persone con poca autostima hanno bisogno di ricevere più volte il messaggio positivo per interiorizzarlo ed accettarlo; sincera e credibile.

## Religione
Nella religione, la lode consiste essenzialmente nel riconoscere a Dio la sua grandezza. La lode a Dio può essere un'espressione interna o esterna, che può assumere una varietà di forme, tra cui inno, preghiera "interiore" o "esteriore", canto, danza, pensiero.

### Ebraismo
Nell’Antico Testamento la lode è espressa con il vocabolo ebraico halal, che significa "lodare, celebrare, glorificare, cantare, vantarsi". Anche se è usato talvolta per lodare le persone, tra cui il re (Cr 23,12) o la bellezza di Assalonne (2 Sam 14,25), il termine halal è più spesso utilizzato per lodare Dio. Ogni essere vivente e tutte le cose create sono chiamati a lodare Dio (Sal 13, 5; Sal 148,2-5; Sal 150,1). Un altro vocabolo usato è yadah, che significa “lodare, ringraziare, confessare”.
La lode è anzitutto il riconoscimento della grandezza di Dio. Vengono esaltate la sua bontà, la sua giustizia, la sua forza, la sua gloria, la sua fedeltà e il suo amore. La lode è anche un atto di gratitudine dell'essere umano per Dio, per tutto ciò che Dio fa e ha fatto nella vita dell'essere umano, o per la vita dello stesso (come miracoli ed altri benefici o fatti positivi); per questi motivi, Dio è degno di lode (vedi come esempi i Salmi 145, 22 e 34).
In Israele le lodi a Dio erano parte integrante della liturgia. Tipicamente, tali lodi erano espresse nel Tempio, specialmente durante le grandi feste (Is 62,9). Il libro biblico dei Salmi è una raccolta di inni e poesie che lodano Yahweh o fanno riflessioni sulla rappresentazione di Dio nella storia. Il nome ebraico per il libro dei Salmi (Tehillim) è semplicemente l'equivalente della parola lodi. Il termine Salmi deriva invece dal greco Psalmoi ed ha a che fare con il canto accompagnato da uno strumento a corde. Molti salmi sono stati composti per esprimere le lodi legate al culto. 
Non sorprende che il libro dei Salmi contenga più della metà dei casi di lodi nelle sue varie forme. I Salmi 113-118 sono chiamati i salmi dell'Hallel ed hanno a che fare con la lode a Dio per la liberazione dalla schiavitù egiziana sotto Mosè. Per questo motivo, questi salmi formano una parte importante del tradizionale culto pasquale. Dalla parola halal arriva hallelujah, espressione ebraica di lode a Dio. La parola ebraica, traslitterata in greco come alleluia, significa letteralmente "Lodate Yah", forma breve di Yahweh. I Salmi 104-106 e 147-150 sono detti "alleluiatici".

### Cristianesimo
La lode è presente anche nel Nuovo Testamento, in cui la figura di Gesù assume un ruolo centrale. I Vangeli canonici contengono momenti di lode rivolti a Gesù, come in Mt 21,9. Negli Atti degli apostoli e nelle Lettere di Paolo, la lode è rivolta direttamente a Cristo (At 19,17; Eb 13,21) oppure sale a Dio attraverso Cristo (Eb 13,15; Ef 3,21).
Nel cristianesimo, la lode nasce dalla contemplazione e dalla meraviglia davanti a Dio e alle sue opere, esalta le qualità di Dio e dà testimonianza di ciò che Dio ha fatto. Nella preghiera di lode, si riconosce che Dio è Dio e  gli si rende gloria per quello che è, a prescindere da ciò che fa; essa differisce dalla preghiera di ringraziamento, che si riferisce a ciò che la persona ha ricevuto. Si può lodare Dio perché è potente, ma soprattutto si dovrebbe lodarlo perché è misericordioso. La lode è completamente gratuita: non ci sono richieste né ringraziamenti. Può essere espressa con le parole, ma ci deve essere alla base un atteggiamento del cuore. La preghiera di lode dona fecondità spirituale a coloro che la praticano.
Il catechismo della Chiesa cattolica precisa la differenza tra l’adorazione e la lode. L’adorazione è il primo atteggiamento di un uomo che si riconosce come creatura davanti al suo Creatore. Essa esalta la grandezza del Signore che ci ha creati e l'onnipotenza del Salvatore che ci libera dal male. È la prosternazione dello spirito davanti al « re della gloria » e il silenzio rispettoso al cospetto di Dio, sempre più grande di noi. La preghiera di lode, tutta disinteressata, va a Dio; essa lo canta per Lui e Gli dà gloria, oltre a ciò che fa, perché Lui È. La lode esprime amore disinteressato e gioia ed è il culmine a cui tende la preghiera.
Uno dei metodi di lode della Chiesa cattolica è la Liturgia delle Ore, che consiste nella recita di salmi, cantici e inni, con l’aggiunta di preghiere e di brani della Sacra Scrittura. La Liturgia delle ore può essere recitata in gruppo, ma anche individualmente. Nel rito della messa sono presenti diversi momenti di lode, come il Gloria, il canto dell’alleluia, il prefazio e il santo. La lode è particolarmente intensa in alcune canzoni del Rinnovamento nello Spirito Santo, un esempio di lode è scritto nel testo della canzone.

### Islam
Nell’islam la preghiera canonica comincia con la recitazione di al-Fātiḥa, la prima sūra del Corano conosciuta come sura della lode, che nel secondo versetto esprime la lode ad Allah. I musulmani usano inoltre l’espressione al-ḥamdu li-llāh, che significa letteralmente "la grazia sia resa a Dio"; il termine è paragonabile all’ebraico Halleluyah e al cristiano alleluia.